# Adenit

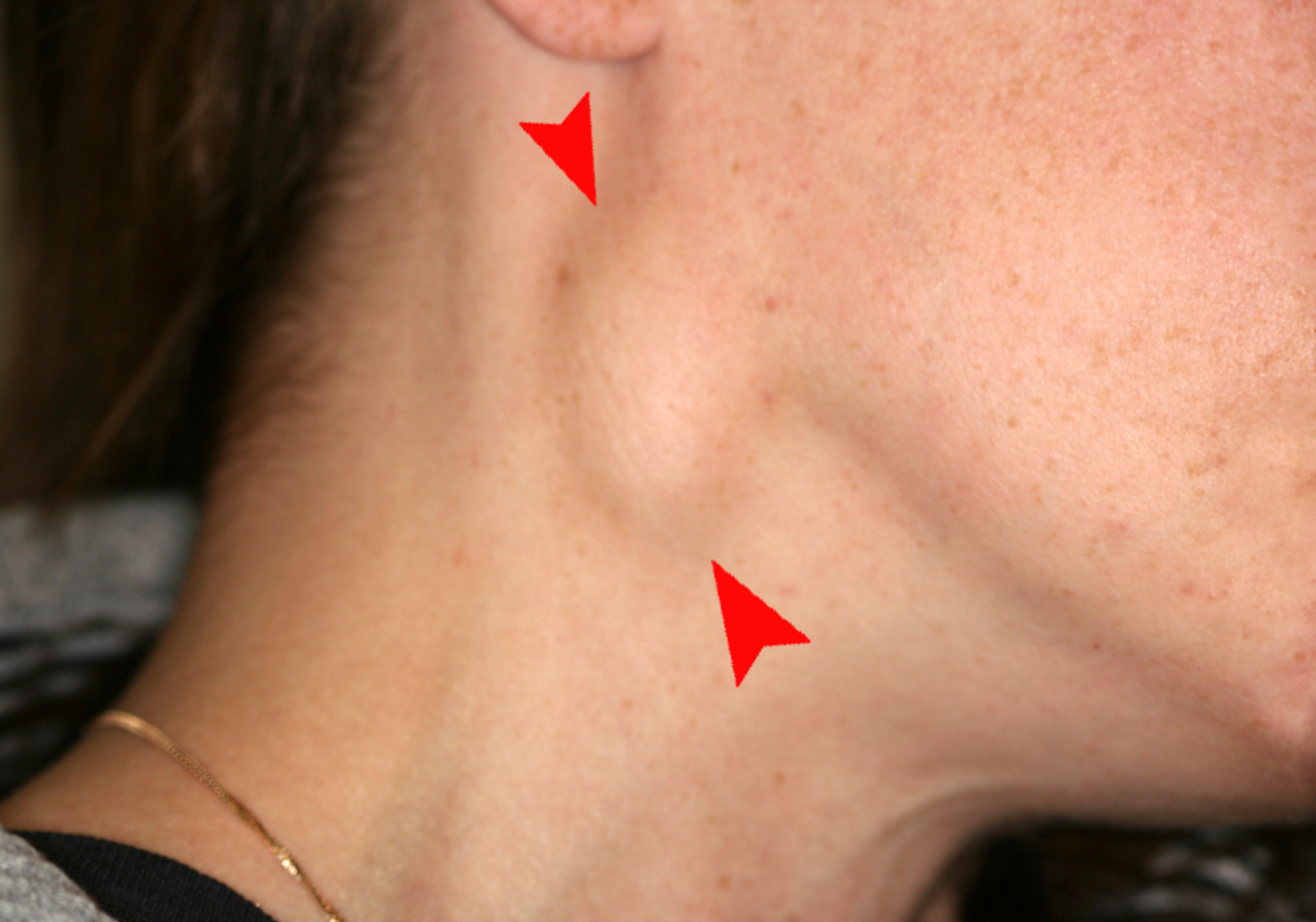
Cervikal lymfadenopati (inflammerad lymfkörtel på halsen)

Med adenit avses inflammation i och därmed förstorade och ömmande körtlar, t.ex. lymfkörtlar eller talgkörtlar.

## Lymfadenit
Att lymfkörtlarna svullnar betyder att immunförsvaret sätts igång för att skydda kroppen mot virus och bakterier. Det kan till exempel hända vid halsfluss eller förkylning. Lymfkörtlarna kan också svullna om det blir infektion i ett sår, om man drabbas av harpest eller vid tuberkulos. Ibland hittar man ingen tydlig orsak till inflammerade och svullna lymfkörtlar.
Hos spädbarn är det vanligt med svullna lymfkörtlar bakom örat, men det är mindre vanligt efter 2-3 års ålder. Svullna lymfkörtlar på halsen är vanligare efter 2 års ålder. Svullna lymfkörtlar vid armbågen eller ovanför nyckelbenet är ovanliga i alla åldrar.